# Liste des managers de l'Everton FC
Cet article présente la liste des managers de l'Everton FC.
W. E. Barclay est le secrétaire en 1888-1889 du club d'Everton, tenant lieu de manager lors de la première saison du tout nouveau Championnat d'Angleterre de football mais est remplacé dès la saison suivante par Dick Molyneux. Molyneux gagne le premier titre de champion d'Angleterre du club en 1890-1891. Il dirige le club pendant onze saisons avant d'être remplacé en 1901 par Will Cuff qui fait renouer le club avec le succès sous la forme d'un nouveau titre de champion en 1914-1915 et de la première victoire en FA Cup, par une victoire 1–0 sur Newcastle United en finale au Crystal Palace. Dans l'entre-deux-guerres, le club connaît sa première période de succès prolongée sous la houlette de Thomas H. McIntosh. Malgré la relégation en Championnat d'Angleterre de football D2 en 1928-1929, il conduit par la suite le club à une place de champion de seconde division en 1931 puis de champion d'Angleterre en 1931-1932, à une victoire en coupe d'Angleterre en 1933 et à deux victoires en Charity Shield. Un cinquième titre est gagné en 1938-1939 alors que le club est dirigé par un comité. En 1939 Theo Kelly prend la place de manager en lieu et place de secrétaires et d'entraîneur prenant alors la responsabilité de choisir l'équipe.
À la suite de la dispersion de l'équipe d'avant-guerre, le club ne parvient pas à retrouver sa domination au cours des dernières années des années 1940 et est finalement relégué en seconde division sous la conduite de Cliff Britton au cours de la saison 1950-1951. Après avoir fini à la seconde place en 1953-1954, le club retrouve le plus haut niveau du football anglais, niveau qu'il n'a plus quitté depuis lors. En 1961 le club engage Harry Catterick comme manager, il va conduire Everton au titre à la fois en 1962-1963 et en 1969-1970 ; succès en championnat accompagné d'une victoire en coupe, par une victoire sur le score de 3–2 contre Sheffield Wednesday à Wembley.
Le club ne parvient plus à obtenir le moindre succès en championnat ou en coupe jusqu'à ce qu'il engage un de ses anciens joueurs Howard Kendall comme manager en 1981. Kendall est à l'origine impopulaire parmi les spectateurs de Goodison Park, mais cette impopularité ne dure pas longtemps à la suite de la meilleure saison réalisée par Everton ponctuée par un doublé consistant en une victoire en championnat en 1984-1985 et à la victoire la même année en Coupe des coupes. Après deux nouveaux succès en Charity Shield et un autre titre de champion en 1986-1987, Kendall démissionne de son emploi à Everton pour rejoindre l'équipe espagnole de l'Athletic Bilbao. Il revient deux fois au club au cours des années 1990 mais sans connaître le même succès. L'ancien joueur d'Everton et manager d'Oldham Athletic, Joe Royle est engagé en 1994, il fait gagner au club la coupe d'Angleterre dès sa première saison au club. Une succession de blessures de joueurs importants et la vente de joueurs connus tels qu'Andrei Kanchelskis conduit Royle à démissionner du club en mars 1997. L'ancien manager des Glasgow Rangers, Walter Smith, prend sa place en août 1998, mais échoue à reconduire le succès qu'il a connu en Écosse. Avec trois saisons marquées par des places en fin de classement et une lutte contre la relégation en 2001-2002, Smith est finalement congédié. Il est remplacé par son compatriote écossais David Moyes qui reconduit le club au compétitions européennes, en se classant cinquième en 2006-2007.
David Moyes va parvenir dans les années suivantes à maintenir l'équipe dans la moitié haute du classement, sans parvenir à devenir un véritable prétendant au titre. En 2009, le club se qualifiera en finale de la coupe d'Angleterre, une première depuis 1995. À la suite de sa démission en 2013, c'est le tacticien espagnol Roberto Martinez qui va le remplacer. Après une saison 2013-2014 prometteuse, il ne réussira pas à faire mieux que deux 11ème places les 2 années suivantes. Il est congédié par la direction et remplacé par Ronald Koeman en 2016. Les dirigeants vont investir énormément dans le club pour se battre pour le titre, mais les résultats seront pire que les saisons précédentes. L'entraîneur néerlandais sera congédié en cours de saison, et c'est Sam Allardyce qui finira la saison, en assurant une 8ème place au championnat. Malgré un nouvel investissement des dirigeants en 2018-2019 avec le nouvel entraîneur Marco Silva, les résultats resteront les mêmes, avec une nouvelle 8ème place. L'arrivée de Carlo Ancelotti n'y changera rien, le club stagne dans le milieu de tableau. L'arrivée de Rafael Benitez n'améliora pas les choses, car un conflit éclate entre les supporters et le tacticien espagnol. Alors que le club est proche de la relégation, c'est l'ancien joueur de Everton Frank Lampard qui prend les commandes de l'équipe. Il évitera la relégation du club à quelques journées de la fin de saison 2021-2022.

## Managers[3]
Le tableau qui suit détaille la liste des entraîneurs de l'Everton Football Club, leur nationalité avec leur date d'arrivée et de départ, et leurs statistiques.
Informations correctes le 15 juillet 2022. Seuls les matchs en compétitions officielles sont comptés
| Nom                  | Nationalité     | De                 | À                  | Matches | Victoire | Nul | Défaite | Pourcentage de victoire | Trophées                                                                                   |
| -------------------- | --------------- | ------------------ | ------------------ | ------- | -------- | --- | ------- | ----------------------- | ------------------------------------------------------------------------------------------ |
| W. E. Barclay        | Angleterre      | août 1888          | mai 1889           | 22      | 9        | 2   | 11      | 40,09                   |                                                                                            |
| Dick Molyneux        | Angleterre      | août 1889          | mai 1901           | 386     | 194      | 64  | 128     | 50,3                    | 1 championnat d'Angleterre                                                                 |
| Will Cuff            | Angleterre      | août 1901          | mai 1918           | 577     | 275      | 110 | 192     | 47,7                    | 1 championnat d'Angleterre, 1 FA Cup                                                       |
| William James Sawyer | Angleterre      | août 1918          | mai 1919           | 0       | 0        | 0   | 0       | 0                       |                                                                                            |
| Thomas H. McIntosh   | Angleterre      | août 1919          | mai 1935           | 719     | 286      | 179 | 254     | 39,8                    | 2 championnats d'Angleterre, 1 championnat d'Angleterre de D2, 1 FA Cup, 2 Charity Shields |
| Comité               |                 | mai 1935           | juin 1939          | 180     | 76       | 36  | 68      | 42,2                    | 1 championnat d'Angleterre                                                                 |
| Theo Kelly           | Angleterre      | juin 1939          | 1er septembre 1948 | 100     | 38       | 19  | 43      | 38                      |                                                                                            |
| Cliff Britton        | Angleterre      | 1er septembre 1948 | 1er février 1956   | 344     | 125      | 92  | 127     | 36,3                    |                                                                                            |
| Ian Buchan           | Écosse          | 1er février 1956   | 1er octobre 1958   | 116     | 38       | 24  | 54      | 32,8                    |                                                                                            |
| Johnny Carey         | Irlande         | 1er octobre 1958   | 15 avril 1961      | 122     | 51       | 22  | 49      | 41,8                    |                                                                                            |
| Harry Catterick      | Angleterre      | 22 avril 1961      | 7 avril 1973       | 594     | 276      | 157 | 161     | 46,5                    | 2 championnats d'Angleterre, 1 FA Cup, 2 Charity Shields                                   |
| Tom Eggleston        | Angleterre      | 12 avril 1973      | 28 mai 1973        | 6       | 1        | 2   | 3       | 16,7                    |                                                                                            |
| Billy Bingham        | Irlande du Nord | 25 août 1973       | 8 janvier 1977     | 172     | 64       | 55  | 53      | 37,2                    |                                                                                            |
| Steve Burtenshaw     | Angleterre      | 10 janvier 1977    | 30 janvier 1977    | 4       | 0        | 2   | 2       | 0                       |                                                                                            |
| Gordon Lee           | Angleterre      | 1er février 1977   | 4 mai 1981         | 234     | 92       | 72  | 70      | 39,3                    |                                                                                            |
| Howard Kendall       | Angleterre      | 29 août 1981       | 11 mai 1987        | 338     | 183      | 78  | 77      | 54,1                    | 1 Coupe des coupes, 2 championnats d'Angleterre, 1 FA Cup, 3 Charity Shields               |
| Colin Harvey         | Angleterre      | 1er août 1987      | 30 octobre 1990    | 170     | 72       | 52  | 46      | 42,4                    | 1 Charity Shield                                                                           |
| Jimmy Gabriel        | Écosse          | 3 novembre 1990    | 3 novembre 1990    | 1       | 1        | 0   | 0       | 100                     |                                                                                            |
| Howard Kendall       | Angleterre      | 10 novembre 1990   | 4 décembre 1993    | 162     | 63       | 40  | 59      | 38,9                    |                                                                                            |
| Jimmy Gabriel        | Écosse          | 8 décembre 1993    | 3 janvier 1994     | 7       | 0        | 1   | 6       | 0                       |                                                                                            |
| Mike Walker          | Pays de Galles  | 8 janvier 1994     | 5 novembre 1994    | 35      | 6        | 11  | 18      | 17,1                    |                                                                                            |
| Joe Royle            | Angleterre      | 21 novembre 1994   | 27 mars 1997       | 123     | 48       | 39  | 36      | 39                      | 1 FA Cup, 1 Charity Shield                                                                 |
| Dave Watson          | Écosse          | 5 avril 1997       | 11 mai 1997        | 7       | 1        | 3   | 3       | 14,3                    |                                                                                            |
| Howard Kendall       | Angleterre      | 9 août 1997        | 10 mai 1998        | 42      | 11       | 13  | 18      | 26,2                    |                                                                                            |
| Walter Smith         | Écosse          | 15 août 1998       | 10 mars 2002       | 173     | 56       | 50  | 67      | 32,4                    |                                                                                            |
| David Moyes          | Écosse          | 15 mars 2002       | 5 juin 2013        | 518     | 218      | 139 | 161     | 42,1                    |                                                                                            |
| Roberto Martínez     | Espagne         | 5 juin 2013        | 2 mai 2016         | 143     | 61       | 39  | 43      | 42,6                    |                                                                                            |
| David Unsworth       | Angleterre      | 12 mai 2016        | 14 juin 2016       | 1       | 1        | 0   | 0       | 100                     |                                                                                            |
| Ronald Koeman        | Pays-Bas        | 12 mai 2016        | 23 octobre 2017    | 58      | 24       | 14  | 20      | 41,3                    |                                                                                            |
| David Unsworth       | Angleterre      | 23 octobre 2017    | 30 novembre 2017   | 8       | 2        | 1   | 5       | 25                      |                                                                                            |
| Sam Allardyce        | Angleterre      | 30 novembre 2017   | 16 mai 2018        | 26      | 10       | 7   | 9       | 38,5                    |                                                                                            |
| Marco Silva          | Portugal        | 31 mai 2018        | 5 décembre 2019    | 60      | 24       | 12  | 24      | 40                      |                                                                                            |
| Duncan Ferguson      | Écosse          | 5 décembre 2019    | 23 décembre 2019   | 4       | 1        | 3   | 0       | 25                      |                                                                                            |
| Carlo Ancelotti      | Italie          | 23 décembre 2019   | 1 juin 2021        | 67      | 31       | 14  | 22      | 46,3                    |                                                                                            |
| Rafael Benítez       | Espagne         | 30 juin 2021       | 16 janvier 2022    | 22      | 7        | 5   | 10      | 31,8                    |                                                                                            |
| Duncan Ferguson      | Écosse          | 18 janvier 2022    | 31 janvier 2022    | 1       | 0        | 0   | 1       | 0                       |                                                                                            |
| Frank Lampard        | Angleterre      | 31 janvier 2022    | en cours           | 21      | 8        | 2   | 11      | 38,1                    |                                                                                            |